# Václav Dvořák (Geistlicher)

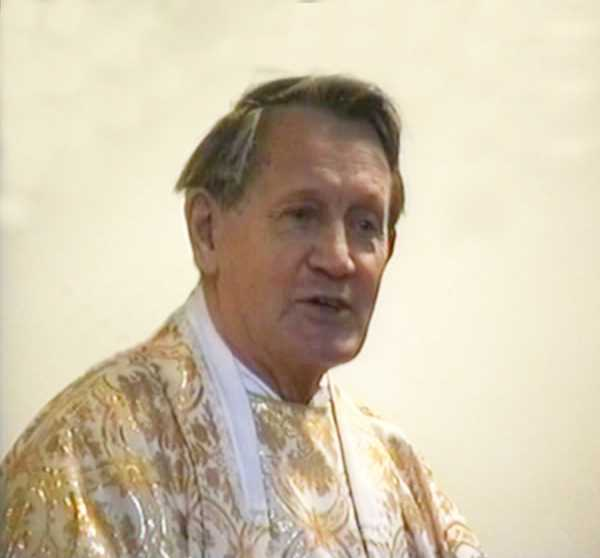
Václav Dvořák

Václav Dvořák (* 28. Dezember 1921 in Bechyně; † 30. Juli 2008 in České Budějovice) war ein tschechischer katholischer Geistlicher und Bischofsvikar im Bistum Budweis.

## Leben
Václav Dvořák studierte Katholische Theologie am Priesterseminar in Budweis; 1942 wurde er von den Nationalsozialisten zur Zwangsarbeit ins österreichische Linz verschleppt. Nach Kriegsende beendete er sein Studium in Lyon. Er empfing 1948 die Priesterweihe, dem Jahr der Machtergreifung der Komunistická strana Československa. Er war als Seelsorger tätig und wurde nach Arbeiten mit den von der KP verbotenen Pfadfindern 1951 zwei Wochen in Haft genommen. Er verlor die staatliche Genehmigung für die Ausübung des Priesteramts und wurde für 14 Monate in einem technischen Arbeitslager interniert, anschließend für sieben Jahre in einem Gefängnis mit Zwangsarbeit im Uranbergbau in Nordböhmen inhaftiert. Nach seiner Freilassung durfte er nicht als Priester tätig werden. Im Prager Frühling 1969 war er kurzzeitig Pastoralreferent im Bistum Budweis. Nach der Niederschlagung des Aufstandes war er ab 1970 als Antiquariar in Prag tätig, ab 1982 engagierte er sich illegal für die Ausbildung von Priesteramtskandidaten, die Theologische Fakultät an der Südböhmischen Universität České Budějovice und die tschechoslowakische Untergrundkirche. 1985 erhielt er wieder die offizielle Genehmigung zur Ausübung des Priesteramts.
Nach dem Fall der kommunistischen Herrschaft und Gründung der Tschechischen und Slowakischen Föderativen Republik (ČSFR) wurde er am 1. April 1990 zum Generalvikar des Bistums Budweis ernannt. Mit Ernennung von Miloslav Vlk zum Erzbischof von Prag war er von Juni bis November 1991 Apostolischer Administrator in Budweis. Seit 2000 war er Bischofsvikar für Auslandsbeziehungen, Schulwesen und Priesterbildung sowie in der Pfarrseelsorge.
Präsident Václav Havel ehrte Václav Dvorák 2002 für seine Verdienste um die Tschechische Republik mit der Verdienstmedaille 1. Klasse.